# Phuphena
Phuphena é um gênero de traça pertencente à família Arctiidae.